# Regia Correrìa di Sicilia
Regia Correrìa di Sicilia era il nome del servizio postale del Regno di Sicilia fra il 1535 e il 1786.

## Organizzazione
A capo vi era il Corriere Maggiore del Regno di Sicilia, o Cursore Maggiore delle Poste e Prefetture del Regno di Sicilia, che era membro dell'alta nobiltà.
Al di sotto erano i corrieri, incaricati di recapitare la corrispondenza cavalcando il proprio mulo. Essi erano divisi in due ranghi: gli ordinari spicciavano la corrispondenza dei privati, mentre i "corrieri seri" recapitavano i dispacci delle amministrazioni centrali di Palermo e Messina, per lo più diretti alle autorità locali. Questi corrieri straordinari erano cinque, rispettivamente competenti per la Val di Mazara, la Val Demone, la Val di Noto, il circondario di Palermo e quello di Messina.
Dipendeva invece direttamente dallo Stato la "Staffetta" che, in età borbonica, faceva servizio fra Palermo e la corte reale di Napoli.

## Storia
Il primo Corriere Maggiore fu nominato dall'Imperatore e re di Spagna (e perciò anche re di Sicilia) Carlo V d'Asburgo nel 1535.
Nel 1549 Carlo V nominò Corriere Maggiore don Francesco Zapata. La famiglia Zapata riuscì ad ottenere successive proroghe fino a che nel 1626 la vedova di don Diego Zapata, donna Vittoria (che peraltro discendeva dalla famiglia postale dei Tasso) riuscì ad ottenere da Filippo IV di Spagna l'ereditarietà della carica. Da quel momento la famiglia dei Corrieri Maggiori di Sicilia prese il cognome "Zapata de Tassis" e i suoi membri ricoprirono la carica fino all'estinzione della famiglia.
Nel 1709 agli Zapata de Tassis successero per via ereditaria i Di Giovanni, duchi di Saponara. La carica fu poi ereditata dai principi Alliata di Villafranca, che la tennero dal 1731 fino al 1786.
Nel 1786, infatti, per ordine di Ferdinando III, il servizio postale fu avocato allo stato con il nome di Poste di Sicilia ed affidato all'Ispettore Generale delle Poste in Sicilia. In tale occasione furono anche introdotti i timbri postali con l'indicazione del luogo e data di spedizione.
Durante tutto il periodo borbonico l'amministrazione postale della Sicilia continuò ad essere separata da quella del Regno di Napoli, anche perché diverse erano le unità monetarie. Nel 1859 furono emessi i primi francobolli siciliani, che peraltro furono dichiarati fuori corso con la conquista garibaldina l'anno successivo.

## Note

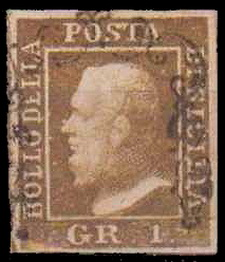
Francobollo da 1 grano con l'annullo caratteristico a ferro di cavallo.